# HD 16955
Désignations
HD 16955, également désignée HR 803, est une étoile binaire de la constellation du Bélier. Avec une magnitude apparente visuelle de 6,376, elle se situe à la limite de visibilité à l'œil nu. Le système présente une parallaxe annuelle de 9,59 millisecondes d'arc mesurée par le satellite Hipparcos, ce qui donne une distance estimée à environ 340 années-lumière de la Terre. Il se rapproche du Système solaire avec une vitesse radiale héliocentrique d'environ −10 km/s.
Sa composante primaire, désignée HD 16955 A, est une étoile blanche de la séquence principale de type spectral A3 V. Hauck et al. (1995) l'ont identifiée comme une étoile de type Lambda Bootis avec une coquille circumstellaire, mais une recherche plus récente considère que cela paraît peu probable. Elle a 2,25 fois la masse du Soleil et tourne rapidement avec une vitesse de rotation projetée de 175 km/s. L'étoile rayonne environ 27 fois la luminosité du Soleil et sa température effective est d'environ 8 450 K.
Son compagnon, HD 16955 B, de magnitude 10,36, est situé à une distance angulaire de 3,0 secondes d'arc et à un angle de position de 19° de l'étoile primaire en 2015. Les deux étoiles partagent un mouvement propre commun. C'est la source probable de l'émission de rayons X détectée avec une luminosité de 262,5 × 1020 W provenant de ces coordonnées, car les étoiles de type A ne devraient pas émettre de rayons X.
Un troisième étoile, HD 16955 C, de magnitude 12,94, est répertoriée dans les catalogues d'étoiles doubles et multiples. Elle est située à une séparation de 51,10 secondes d'arc et à un angle de position de 92° en 2015.